# دان براون (كاتب)
دان براون (بالإنجليزية: Dan Brown)‏ هو كاتب أمريكي، ولد في 15 مايو 1990.